# Zigliara
Zigliara (in corso: Zigliara) è un comune francese di 130 abitanti (1º gennaio 2017) situato nel dipartimento della Corsica del Sud nella regione della Corsica. Ad un chilometro di distanza dall'abitato si trova la cappella romanica di San Petru di Panicala.

## Società

### Evoluzione demografica
Abitanti censiti